# 李统厚
李统厚（1945年—），男，广东人，中华人民共和国军事人物，中国人民解放军少将，曾任甘肃省军区政治委员，中共甘肃省委常委。